# Kornburg, Worzeldorf
Kornburg, Worzeldorf ist der Name eines statistischen Bezirks im Süden Nürnbergs. Er gehört zum Statistischen Stadtteil 4 „Südliche Außenstadt“.

## Geographie

### Lage
Der statistische Bezirk 49 umfasst den Stadtteil Kornburg und den Stadtteil Worzeldorf.

### Gemarkungen
Der Bezirk 49 umfasst die Gemarkung 3479 Worzeldorf vollständig und die Gemarkungen 3411 Eibach im Nordwesten, 3412 Eibacher Forst im Osten, 3423 Gibitzenhof im Norden, 3435 Katzwang im Südwesten und 3438 Kornburg im Südosten in Teilen.

Gemarkung 3411 Eibach
Gemarkung 3412 Eibacher Forst
Gemarkung 3423 Gibitzenhof
Gemarkung 3435 Katzwang
Gemarkung 3488 Eibach
Gemarkung 3479 Worzeldorf

### Statistische Distrikte
Der Bezirk besteht aus den Distrikten 490 Eibacher Forst (Steinbrüchlein), 491 Eibacher Forst (Königshof), 492 Weiherhaus, Herpersdorf, 493 Worzeldorf, 494 Kornburg, 495 Kornburg, Worzeldorf (Ritterholz), 496 Gaulnhofen und 497 Greuth.